# ストリートファイターII V烈伝
『ストリートファイターII V烈伝 昇龍争覇』（ストリートファイターツー ブイれつでん しょうりゅうそうは）は、馬場康士（現・馬場康誌）による日本の漫画作品。アニメ作品『ストリートファイターII V』を原作としており、『コミックボンボン』（講談社）にて1995年5月号から1996年5月号まで連載された。同誌のヒット作として挙げられる作品である。

## 概要
アニメを原作としつつも、本作中で展開されるストーリーはアニメのストーリーとは異なる外伝的なものである。ガイルやサガットとの会話からアニメとは同一世界で時間軸がずれた話であるかのような描写があるが、アニメとは設定が異なる登場人物も多く事実上オリジナル作品となっている。なお、単行本第3巻収録の大辞典におけるコメントで作者は原作アニメを見てないため内容を知らない旨が述べられている。

## 波動とサイコパワー
本作では、人間が扱い得る超人的な力として波動とサイコパワーの2つが登場する。
波動は人間の内に眠る力を開放するものであり、それを用いた技としてはリュウの波動拳が挙げられる。波動の気を塊にして放つ波動拳は、波動拳を習得して間もないリュウでも、銃弾の直撃に耐えうる皮膚を持つ04号の半身を吹き飛ばすなど威力は絶大である。
なお、波動の力を操ることが可能な者は、身体能力も全般的に上昇する描写が作中で見られる。ハイデルベルグ研究所のある南極に乗り込んだ際、リュウだけは防寒具を一切着けず普段どおりの格好で歩き回る様を防寒具完備のキャミィが気味悪げに見ていたが、その後の戦闘で気を使いすぎて凍えそうになるとの台詞がある。同じく波動に属する力を操るガイルも、南極での戦闘時には普段の軽装の軍服姿であった。
一方サイコパワーは、サイコサーキットという特殊な装置を体内に埋め込むことによって得られる後天的な能力である。ベガ以外の登場人物でサイコパワーを扱う者は全て体内にサイコサーキットを埋められていることが語られており、かつベガ自身も昔同様の実験を受けていたような台詞が見られる。もっとも、装置となったサイコサーキットがあれば、必ずしもそれを体内に埋め込む必要はなく、終盤でリュウが相手から引きちぎったサイコサーキットを手に持ってサイコパワーを発生させている場面が存在する。
塊にして放出したり、自らの身体能力を上昇させる以外の使われ方が登場しなかった波動と違って、サイコパワーはベガのみではあるが様々な使われ方をしている。詳細な描写はないが、ベガ自身が戦闘機と同じ高度まで昇り空を飛んだり、相手を身体ごと宙に吹き飛ばすような攻撃も行っている。
この2つの力は相容れることが決してなく、ぶつかれば非常に強い反発力を生み出す。ベガは当初、この2つの力の融合を目論見て、リュウにサイコパワーを流し込むことでそれを狙ったが、波動の力に弾かれて失敗に終わる。その後波動とサイコパワーの両方を持つ者が現れたが、いずれも「別々に発生させて同時に発射する」という使い方に留まっており、融合して第3の力が生まれるような描写はなされていない。
しかし、この強い反発力を利用し、2つの力を同時発生させ、強い力によって2つの力を極限まで圧縮してから解放することで、とてつもない破壊力を持つことが可能で第3形態のアスラフィルはベガが全サイコパワーを防御に回してようやく耐えられるほどで、黒い力が目覚めたリュウはアスラフィルを完全に消し去った。

## 主な登場人物
リュウ
本作品の主人公。ケンと春麗と3人で武者修行中に謎の男に襲われ海に落とされ、その際、襲撃者の顔が自分の顔に変わるのを見る。辛うじて助かった後、各地を転々とし、様々な格闘家、襲撃者の黒幕であるハイデルベルクの人造人間部隊、シャドルー総帥のベガと戦っていく。アスラフィルとの戦いにおいて、内にある黒い力が覚醒し、心身を支配されるが、アスラフィル消滅後、元に戻り、自分の中の黒い力に勝つためにも強くなることを誓った。
キャミィ
当初はシャドルーの構成員でリュウと闘ったが、敗れたことでシャドルーからお払い箱となり、リュウの武者修行に同伴した。登場回数や役回りなどから鑑みて本作品の事実上のヒロイン。
ガイル
アメリカ合衆国空軍の軍曹。アマゾンでシャドルーの基地破壊の任務中、戦闘機を落とされ負傷しているところをブランカに助けられる。後に海を漂流していたリュウとキャミィを救出した。
本田に戦いを挑み、サマーソルトキックで本田の腕を切断するも突起状の腕で胸を串刺しにされてクレバスに転落、致命傷を負い意識不明となる。その後回復し、ケン達と共にリュウの見舞いに訪れている。
サンダー・ホーク
ロサンゼルスで空手全米王者のジャック・ルーファスを尋ねに来たリュウと出会う。
ブランカ
アマゾンで武者修行をするリュウと出会う。食べ物をめぐるいざこざの最中に「化物」と呼ばれたことに逆上し闘いになった。
ケン・マスターズ
リュウの親友。春麗と共にリュウを捜していた。出番は少ない。
春麗
ケンと共にリュウを捜していたため、ケン共々出番が少ない。中盤から衣装が『ストリートファイターII』と同様のものになるが、髪形はポニーテールとなっている。

### シャドルー
ベガ
世界征服を目論むシャドルーの頭領。かつてハイデルベルグの研究所に在籍していたが脱走した。サイコパワーを帝王の力と自負している。リュウに強い関心を持っていて、その内にある黒い力を見抜く。当初は外伝を描くにあたり、ベガを主人公にする案もあったが拒否された。
バルログ
アラスカで白熊狩りをしている所をリュウに咎められたことから闘いになるが敗れる。その後はシャドルーの一員として各地で登場する。リュウからは変態仮面というあだ名をつけられた。中盤からは仮面を付けることがなくなり、鉤爪を両手に装備している。
ディージェイ
アニメには登場しない。米軍に送り込まれたシャドルーの戦士という設定。必殺技の「エアスラッシャー」をリュウに素手でかき消され、「マシンガンアッパー」を真似された挙句、昇龍拳で叩きのめされた（ハイデルベルグには「シャドルーの戦士も底をついたか」と評されている）。その後、ハイデルベルグが蘇らせたティラノサウルスに踏み潰される。

### ハイデルベルグ研究所
ハイデルベルグ
すべての人間、およびその兵器の排除し世界に新たな秩序を構築すべく、人造機兵の研究をしている科学者。結局目的の動機などの詳細は不明のまま、07号に首を握り潰されて死亡。
アンジェラ
ハイデルベルグの助手の女性だが、実はシャドルーの工作員だった。
03号
大男に模したデータ採取型の人造機兵で、リュウを襲った張本人。戦闘力は高くないが、人間の顔・姿をコピーし、自分のものにできる機能が搭載されている。
04号
ロスアンジェルスで警察と市街戦を繰り広げたリュウに模した人造機兵。銃弾の直撃にも耐える皮膚を持ち、警察では歯が立たなかった。
後にハイデルベルグ研究所付近で100体以上増えて登場するという展開を見せた。この時は波動を発生する装置を組み込まれており、波動拳を扱うことができるようになっていた。
05号
イースター島に向かうリュウを船上で強襲したサンダー・ホークに模した人造機兵。
06号（豪雲）
リュウとケンの師範代でリュウに波動拳を教えた人物だったが、地上最強の力を求めるがあまり、ハイデルベルグの研究に協力。体内にサイコサーキットを移植することでサイコパワーと波動の2つの力を扱えるようになった。船上でリュウとの死闘の末、渾身の波動拳の撃ち合いとなるが、キャミィの仕掛けていた爆弾が直前に爆発、爆炎がリュウ側に流れ不利になるが、リュウはその爆炎を纏った波動拳を放ち勝利する。リュウの成長を喜ぶと共に「人であることを捨てる前に人を超える道があったのか」と自らの過ちを反省しながら消滅した。
07号（アスラフィル）
サイコパワーと波動の2つの力があらかじめ組みこまれた人造機兵で、新人類とも称された。ハイデルベルグの最高傑作で、息子と呼んだがプログラムされた新たな秩序の第一歩としてハイデルベルグを殺害した。ガン細胞を基にして作られているため、肉片ひとつになっても自己増殖と自己集結をして再生する。さらに、再生する際に自分を傷つけた攻撃に対して自身の身体を進化させる機能があり、作中では2回形状を改めた。最終的に、黒い力に支配されたリュウに倒される。
08号
ベガがハイデルベルグの研究所から持ち帰ったカプセルに、TYPE08の文字が書かれていたが作中で詳細は語られなかった。

### その他の登場人物
ビッケ
動物と自然を愛するイヌイットの少年。アラスカでリュウと出会い、彼を兄のように慕う。
ザンギエフ
アラスカでリュウに叩きのめされたバルログが、ロシアから呼び寄せた刺客。リュウと対戦するが敗れる。異名は「レスリング世界無差別級王者」。アニメ版と設定がかなり異なる。
マイク・バイソン
ロスアンジェルスのストリートギャング「デュース」に雇われた用心棒のボクサーで、全米ヘビー級のアマチュア王者。アニメ版とは設定がかなり異なる。
バーノン
ストリートギャング「デュース」のリーダー。
レオナ
ロスアンジェルスの路上で偶然出会ったリュウから金を巻き上げようとした少女。
ジャック・ルーファス
サンダー・ホークの友人で空手の全米王者。ザンギエフとも面識あり。ロスアンジェルスで道場を経営していたが、突如乗り込んできた03号に生体エネルギーを吸収され、干からびた姿にされてしまった。
サガット
リュウがタイで出会ったというムエタイ使い。豪雲に会うため、イースター島を訪れたリュウに狂戦士（バーサーカー）として襲い掛かるも、リュウの「波動竜巻旋風脚」の前に敗れた。
キャミィいわく「何者かに洗脳されている」とのことだが、詳細は不明。
ロバート・リッチモンド・グリーンヒル
米海軍中尉。ディージェイがリュウに倒された後、ハイデルベルグの技術で蘇ったティラノサウルスに食い殺される。
本田
アニメには登場しない。ハイデルベルグの研究所から脱走した人造機兵の実験体で、本来は彼が06号になる予定だったらしい。サイコパワーは使えないが、手から生体エネルギーを吸収する事は可能。格闘能力は高く、銃弾を通さない頑丈な皮膚と怪力が特徴。南極大陸でリュウ達に襲い掛かり、ガイルのサマーソルトキックで腕を切られながらも鋭い突起状の腕を生やしてガイルの胸を串刺しにし、クレバスに転落させる。その非道な振舞いがリュウの怒りを買い、最後はファイヤー波動拳によって焼き殺される。
見た目はエドモンド本田にそっくりで、同じ技も使用するが、作者いわく、エドモンドではなくジェームス本田というハワイ・オアフ島出身の力士とのことで、似て非なる別人とされている。

## 書誌情報
- 馬場康士『ストリートファイターII V烈伝 昇竜争覇』講談社〈KCボンボン〉、全3巻
  1. 1995年10月6日初版発行（10月4日発売[1]）、ISBN 4-06-321756-6
  2. 1996年3月6日初版発行（3月4日発売[3]）、ISBN 4-06-321768-X
  3. 1996年7月5日初版発行（7月3日発売[4]）、ISBN 4-06-321776-0

単行本3巻の巻末に1994年『コミックボンボン冬休み増刊号』に掲載された『超剣士 雷王丸』と1995年『コミックボンボン春休み増刊号』に掲載された『クラッシャー撃』が収録されている。